# Looker
Looker (Ojos asesinos en España y Las víctimas en Hispanoamérica) es una película de ciencia ficción de 1981 dirigida por Michael Crichton y protagonizada por Albert Finney, James Coburn y Susan Dey.

## Argumento
Larry Roberts es un cirujano plástico de Beverly Hills. Es sospechoso de asesinato, ya que todas las modelos a las que opera aparecen muertas en circunstancias misteriosas. Sin embargo, la realidad es que hay algo más detrás de todas estas muertes.

## Reparto
| Actor              | Personaje           |
| ------------------ | ------------------- |
| Albert Finney      | Dr. Larry Roberts   |
| James Coburn       | John Reston         |
| Susan Dey          | Cindy Fairmont      |
| Leigh Taylor-Young | Jennifer Long       |
| Dorian Harewood    | Teniente Masters    |
| Tim Rossovich      | Hombre del mostacho |
| Darryl Hickman     | Dr. Jim Belfield    |

## Producción
Después de muchos retrasos por diferentes razones, el rodaje de la producción cinematográfica empezó el 27 de octubre de 1980 y terminó en enero de 1981. Se filmó en los estudios Goldywn, los estudios Burbank y en el área de Los Ángeles, California.

## Recepción
Hoy en día la película ha sido valorada en portales cinematográficos y por los críticos profesionales. En IMDb, con aproximadamente 6000 votos registrados, el filme obtiene una media ponderada de 6,1 sobre 10. En cuanto a Rotten Tomatoes, los más de 1000 votos registrados le dieron allí una valoración media de 3,1 de 5, mientras que los 22 críticos profesionales registrados allí le dieron una valoración media de 4,5 de 10. También cabe destacar, que en La Vanguardia los usuarios registrados allí le dieron a la película una aprobación del 61%.